# Ferdinand Buisson
Ferdinand Buisson (París, 20 de diciembre de 1841 - Thieuloy-Saint-Antoine, Oise, 16 de febrero de 1932) fue fundador y presidente de la liga de los derechos humanos. Obtuvo el premio Nobel de la Paz en 1927. Filósofo (catedrático de filosofía), educador y político francés, fue inspector general de la enseñanza pública.
Ferdinand Buisson fue el presidente de la "Association Nationale des Libres Penseurs" (Asociación Nacional de los Librepensadores), famoso por su lucha a favor de una enseñanza gratuita y laica a través de la "Ligue de l'enseignement"  (Liga de la Enseñanza), gran comisario del Estado, diputado, próximo a Jules Ferry, creó el sustantivo laicidad. 

## Biografía
Fue educado en Lycée Condorcet. Se exilió voluntariamente en Suiza bajo el Segundo Imperio, de 1866 a 1870 fue profesor en la Académie de Neuchâtel. En 1867, participó en el Congreso internacional de la "Ligue internationale permanente de la paix" (Liga internacional permanente de la paz) y elaboró un programa para "l'abolition de la guerre par l'instruction" (Abolición de la guerra a través de la enseñanza), junto con Jules Ferry y  Victor Hugo. De 1879 a 1896, fue nombrado, por Jules Ferry, director de la Enseñanza Primaria, supervisó el trabajo de  escritura y la concepción de las leyes sobre la laicidad. Diputado por el departamento del Sena de 1902 a 1914 fue, después, y de 1919 a 1924, un ferviente defensor de la enseñanza profesional obligatoria y del derecho  de las mujeres a votar. En 1890, fue nombrado profesor de pedagogía en La Sorbona. En 1898, se involucró en la defensa del capitán Dreyfus, participó en la creación de la "Ligue française des droits de l'homme" (Liga francesa de los Derechos humanos) de la que fue presidente de 1913 a 1926. También fue el director del "Dictionnaire de pédagogie et d'instruction primaire" (Diccionario de pedagogía y de enseñanza primaria), que contiene un artículo "Laïcité" firmado por el propio Buisson.
Partidario, en sus inicios, de la Sociedad de Naciones (SDN),  se dedicó, después, a la reconciliación franco-alemana, especialmente tras  la ocupación de la región de Ruhr en 1923, ayudando a los pacifistas alemanes que se rindieron en Berlín a encontrar refugio en París. Recibió el premio Nobel de la Paz en 1927 junto con el profesor alemán Ludwig Quidde.

## Obras
- Le Christianisme libéral. - Paris: Cherbuliez, 1865
- Dictionnaire de pédagogie et d'instruction primaire. - París : Hachette, 1882
- Sébastien Castellion. - Paris: Hachette, 1892, 2 tomes
- La Religion, la Morale et la Science, cuatro conferencias.- Paris: Fischbacher, 1900
- Condorcet. - Paris : Alcan, 1929
- Nouveau Dictionnaire de Pedagogie. París, 1911
- Education et Republique. - Paris : Kimé, 2003. - ISBN 2-84174-293-8